# Leucania saturatior
Leucania saturatior là một loài bướm đêm trong họ Noctuidae.